# Araby (novell)
Araby är en novell av James Joyce som först publicerades i samlingen Dubliners (Dublinbor) 1914. Novellen berättas från en ung, ej namngiven pojkes perspektiv, och utspelar sig till stor del på North Richmond Street i Dublin.